# Заратос
Заратос (англ. Zarathos) — вымышленный персонаж вселенной Marvel Comics, фигурирующий в комиксах о сверхъестественном антигерое Призрачном Гонщике. Он демон, когда-то пленённый Мефистофелем и ныне являющийся частью канонического альтер эго Гонщика — Джонни Блейза.

## Предыстория
До событий, связанных с Призрачным Гонщиком, Заратос был обычным демоном, превращённым в каменную статую. Из этой тюрьмы его освободил коренной американский философ К’Нату, прося помочь в своих самосудах. Заратос принял предложение и долго сотрудничал с ним, в итоге сформировав целый культ своих почитателей. Это привлекает Мефистофеля и он побеждает Заратоса, заручившись поддержкой его давнего врага Центуриоса.
В наши дни Мефисто связал дух Заратоса с мотокаскадёром Джонни Блейзом, тем самым превратив его в Призрачного гонщика. Со временем Заратос получил возможность иногда брать контроль над телом Джонни, делая его более жестоким.

## Силы и способности
Постоянно демонстрируется, что Заратос может бросить вызов Мефисто как в земном, так и в магическом бою. Он обладает неизмеримым уровнем силы и выносливости, намного превышающим уровень его хозяев, и полностью бессмертен для всего, кроме сил существ, таких как Тот, Кто превыше всего. В полной силе Заратос оказал влияние на некоторые земные элементы; способен вызывать грозы, чтобы испепелить своих противников молниями, а также разрывать землю, чтобы заманить своих жертв в ловушку в твердой скале или пронзить их сталагмитами с шипами.
Он может стрелять адским огнем из рук и может переносить себя и других в разные места. Очевидно, чем больше душ он поглощает, тем сильнее он становится. Заратос также обладает значительными познаниями в области магии и обладает способностью манипулировать магической энергией для получения различных эффектов.

## Киноверсия
В первом фильме о Призрачном Гонщике Заратос не упоминается: Призрачный Гонщик и Джонни Блейз являются одной и той же личностью. А во втором фильме Гонщик представлен как земное воплощение Заратоса. Один из персонажей, темнокожий монах Моро, рассказывает историю Заратоса. По версии фильма, он раньше был ангелом, духом правосудия. Его послали защищать мир людей, но он был обманут, пойман и отправлен прямо в ад. Его развратили, и он сошёл с ума. Его миссия защищать невинных вдруг превратилась в жажду наказывать виновных. В результате из Духа Правосудия он стал Духом Мщения, питающимся человеческими душами. Но что-то от прежнего Заратоса-ангела в нём ещё остаётся…
В конце фильма Джонни удаётся взять тело Гонщика под свой контроль и спасти Дэнни. Увидев, что мальчик уже умер, Джонни внезапно ощущает ангельскую сущность Заратоса. Его руки теперь горят синим пламенем. С помощью новой силы Джонни оживляет Дэнни и возвращает его душу. В конце фильма Джонни в образе синего Призрачного гонщика уезжает в неизвестность.